# White Rose Transmission
White Rose Transmission wurde 1995 von Adrian Borland und Carlo van Putten gegründet und wird seit dem Tod von Borland 1999 mit unterschiedlichen Mitwirkenden fortgeführt.

## Geschichte

### Gründung
Nach dem Ende von The Sound 1988 hatte Adrian Borland eine Solokarriere begonnen. 1994 plante The Convent das Stück Winning zu covern und fragte bei Borland an, woraus eine tiefe Verbindung entstand: Borland wurde quasi zum „Special Guest“ der Band und sang den Song gleich selber, auch im Zusammenspiel mit Carlo van Putten. Borland ist auch der Sänger von Winning auf dem Live-Album der Band von 1998, For a Fistful of Deutschmark (Colection of Live Recordings 1992–1997).
(Einer der letzten Live-Auftritte von Borland fand 1994 in Osterholz-Scharmbeck im Kulturzentrum Kleinbahnhof (KUZ) zusammen mit The Convent statt. Zu Ehren von Borland wurde 2018 an dem Spielort von 1994 in einem benachbarten Kino (Oscar) den Dokumentarfilm Walking in the Opposite Direction – Doku über The Sound & Adrian Borland als Deutschlandpremiere gezeigt; im Anschluss spielte der Original-Schlagzeuger von The Sound, Mike Dudley, mit den Musikern von The Convent zur Erinnerung wieder im KUZ.)
Borland und van Putten waren enge Freunde geworden und Borland dadurch häufig zu Gast bei van Putten, der zu dieser Zeit noch seinen Lebensschwerpunkt in Norddeutschland hatte und in Vollersode wohnte. Beide realisierten die ersten beiden Alben ihres gemeinsamen Projekts „White Rose Transmission“. 1997 veröffentlichte Borland außerdem sein Solo-Album 5:00 AM und widmete das Stück City Speed Carlo van Putten.
Im April 1999 beging Adrian Borland in London Selbstmord und 700 Miles of Desert wurde damit zu seinem letzten fertiggestellten Werk zu Lebzeiten; sein letztes eigenes Soloalbum (Harmony and Destruction) wurde postum fertiggestellt und 2002 veröffentlicht.
An den beiden Alben von White Rose Transmission waren auch David Maria Gramse und Florian Bratmann, der von 1988 bis 1992 Keyboarder bei The Convent gewesen war, beteiligt.

### Fortführung
2002 hatten The Convent für The Chameleons Support geleistet; 2000 und 2001 hatte van Putten diese schon zusammen mit Amanda Palmer (Dresden Dolls) vor allem in Deutschland und Großbritannien für die Band im Vorprogramm getan und van Putten war als White Rose Transmission aufgetreten. 2000 in Paris im la Locomotiveals Supporter von The Chameleons sang van Putten eine Cover-Version von Kraftwerk (Radioaktivity) während er von Amanda Palmer auf dem Keyboard begleitet wurde.
2002 zog van Putten in die Niederlande und wurde im gleichen Jahr auch Mitbegründer der Dead Guitars. 2006 nahm van Putten; neben Gramse und Bratmann; seinen Freund Rob Keijzer ins Projekt und sie veröffentlichten Bewitched & Bewildered. An den Aufnahmen war auch Marty Willson-Piper (The Church) beteiligt (Martha Harbour, Circle). Mark Burgess von The Chameleons spielt in einigen Stücken den E-Bass.
2008 wurde das Album Spiders in the Mind Web veröffentlicht, das von Frank Weyzig (Ex-Clan of Xymox, Sänger bei Born for Bliss); produziert wurde. Außerdem spielte dieser auch noch Keyboards Bass und Gitarre; letztere auch zusammen mit Rob Keijzer.
Am 21. November 2009 spielten die Dead Guitars im Messajero (Mönchengladbach) und White Rose Transmission trat als Vorgruppe auf. Carlo von Putten kombiniert seine Projekte des Öfteren; am 28. März 2009 war es seine Ur-Band The Convent, die für die Dead Guitars im Tower (Bremen) die Vorgruppe gegeben hatte.

„Die Musiker aller Bands mögen und schätzen sich gegenseitig sehr und geben sich den nötigen Freiraum. Es entsteht keine Konkurrenz, denn bei jeder Band mache ich schließlich etwas anderes, ansonsten bräuchte ich auch keine drei Bands.“

Etwa von 2011 bis 2015 ging van Putten mit den Dead Guitars auf punktuelle minimalistische Sommer-Touren, die er später auch mit White Rose Transmission unternahm.

„Das war wie magisch, nicht nur für das Publikum. Wir hatten unglaublichen Spaß in dieser Atmosphäre und die Fans waren absolut begeistert.“

Mit Robert Smeekes zusammen hatte er 2013 auch schon eine kleine Auftrittserie mit Akustikversionen – allerdings gelegentlich mit dem Keyboard unterstützt – absolviert, aufgenommen und unter Carlo und Robert - To the Point veröffentlicht.
Die neue EP In June (2020) entstand unter Mitwirkung von Robert Smeekes und Thomas Marcin; Ex-Mitgliedern der niederländischen Band Aestrid aus Utrecht, die van Putten 2015 und 2019 auch live begleitet hatten.
Das Carlo van Putten seine musikalischen Wegbegleiter auch weiterhin in gemischten Konstellationen am Projekt teilhaben lässt, zeigte sich auch am 20. Februar 2025 im Café des Museum Abteiberg in Mönchengladbach. Neben Thomas Marcin, waren diesmal Kurt Schmidt und Peter Brough als Gastmusiker anwesend, mit denen er bei den Dead Guitars zusammengearbeitet hatte.

## Diskografie

### Alben
- 1995: White Rose Transmission; (Indigo, Strange Ways); neben Borland und van Putten haben auch Claudia Uman (Backing Vocals) und Florian Bratmann (Violine) beteiligt. Toningenieur war Rolf Kirschbaum, der auch an den Alben von The Convent mitgewirkt hatte. Jojo Brandt verwendet bei seinem Einsatz (Silver Age) einen E-Bow.
- 1999: 700 Miles of Desert; (Fuego, Red Sun Records); das Album wurde zum allergrößten Teil von Adrian Borland geschrieben; weshalb es als sein letztes zu Lebzeiten fertiggestelltes Album gilt, da es von November 1998 bis Januar 1999 in Bremen von Rolf Kirschbaum (Alien Style) aufgenommen worden war. Mark Burgess ist am Bass zu hören. Breath und The Swimmer wurde von van Putten geschrieben; beim letzteren stammt die Musik von Florian Bratmann. Das letzte Stück des Albums trägt den Titel Dead Guitars: 2002 war van Putten Mitgründer der Band Dead Guitars.
- 2006: Bewitched & Bewildered; (Pop One Records); das Album enthält drei Bonus-Tracks mit Cover-Versionen:

1. All About Eve: (Martha’s Harbour); vorgetragen von: Wilsson-Piper und van Putten.
2. Edie Brickell: (Circle): vorgetragen von: Wilsson-Piper und van Putten.
3. Heather Nova (Walk This World); Bassist bei diesem Bonus-Stück war Martin Bosker, der auch bei Heather Nova Bass gespielt hat. (Er war außerdem 1997 kurzzeitig Bassist bei The Convent. Die Fotos des Albums stammen von ihm; zwei Jahre vorher hatte er zusammen mit Sally Altana die Fotos für das Album Magic Boomerang von Mark Burgess produziert.)

- 2010: Spiders in the Mind Web; (7. Mai 2010, Echozone); auf dem Album befindet sich das Stück Foreign Land von Adrian Borland; es wurde von Frank Weyzig mit Hilfe einer  Originalaufnahme völlig neu um die Gesangsstimme von Borland herum arrangiert.
- 2011: Spinning Webs at Night; (Echozone); das Album wurde am 14. Mai 2010 in Mönchengladbach (Galerie Cafe Message; seit November 2010 Zirkus Messajero) live aufgenommen und im Folgejahr am 6. Mai 2011 veröffentlicht; zwei Stücke (Silent Air, Walking In The Opposite Direction) stammen von Adrian Borland.

### Singles und EPs
- 2020: In June; die EP wurde am 23. Mai 2020 bei Sireena Records veröffentlicht; alle Stücke wurden von van Putten gesungen und getextet, außer der Cover-Version von Trumpet; Stefan Bornhorst hat die EP gemastert. Die künstlerische Gestaltung der EP wurde von Simone Haack vorgenommen.

1. In June: Musik und Abmischung sind von Florian Bratmann.
2. Mothers Of Mary: Peter Brough (mit van Putten bei den Dead Guitars) hat die Musik geschrieben und singt auch im Background; Percussion Rüdiger Tiedemann.
3. Trumpets: Cover-Version von den Waterboys (Mike Scott); Vortragende: Marcin, Kurt Schmidt (Dead Guitars), Twelve Drummers Drumming und Smeekes, van Putten; Percussion Rüdiger Tiedemann. 2013 hatten van Putten und Smeekers das Lied bereits gecovert; siehe unten: Carlo und Robert - To the Point.
4. Happiness At Last: Schmidt, Smeekes und Marcin haben die Musik geschrieben.
5. In June (Acoustic): Das Live-Team Marcin, Smeekes und van Putten spielen hier fast wie bei ihren minimalistischen Live-Auftritten, plus Schmidt.

### Sonstiges
- 1999: Presence (Kein Musiklabel).
- 2013: Carlo und Robert - To the Point; Carlo (van Putten) und Robert (Smeekes) spielen hier neben Stücken von The Sound, The Convent, Dead Guitars, auch jeweils ein Stück von Joy Division (Isolation), Talk Talk (Such A Shame) und The Waterboys (Trumpets). Stationen der Minitour waren u. a. am 11. Januar 2013 Hengelo und am 12. April 2013 Utrecht (Kaargadoor).

## Kritik
„FAZIT: Ob WHITE ROSE TRANSMISSION, die DEAD GUITARS, THE CONVENT oder auch BORN FOR BLISS; all diese Bands spielen eine Variante dunkler, verstörender und betörender Musik, die mit standardisiertem Gothic-Rock nichts am Hut hat. Weyzig, Keijser, und Van Putten bewegen sich in jeglicher Erscheinungsform auf einem eigenständigen Level.
Höhepunkt ist die zurückhaltende und ergreifende Version von „Silent Air“, die elf, bzw. mittlerweile zwölf Jahre nach ADRIAN BORLANDs Tod, immer noch bewusst macht, welch schmerzlicher Einschnitt sein Selbstmord war und ist.“